# كورتلاند
كورتلاند (أوهايو) (بالإنجليزية: Cortland, Ohio)‏ هي مدينة تقع في الولايات المتحدة في مقاطعة ترمبول، أوهايو. يقدر عدد سكانها بـ 7,104 نسمة ومساحتها 11.01 كم2 وترتفع عن سطح البحر 312 متر.

## التركيبة السكانية
قام مكتب تعداد الولايات المتحدة بتحديد بيانات التركيبة السكانية لكورتلاندفي تعداد الولايات المتحدة. في ما يلي، التركيبة السكانية حسب تعدادي 2000 و2010.

### تعداد عام 2000
بلغ عدد سكان كورتلاند 488 نسمة بحسب تعداد عام 2000، وبلغ عدد الأسر 198 أسرة وعدد العائلات 149 عائلة مقيمة في القرية. في حين سجلت الكثافة السكانية 1,911.2 نسمة لكل ميل مربع (737.9/كم2). وبلغ عدد الوحدات السكنية 209 وحدة بمتوسط كثافة قدره 818.5 نسمة لكل ميل مربع (316.0/كم2).
وتوزع التركيب العرقي للقرية بنسبة 98.77% من البيض و 0.20% من الأمريكيين ذوي الأصول الآسيوية و 1.02% من عرقين مختلطين أو أكثر.
بلغ عدد الأسر 198 أسرة كانت نسبة 34.8% منها لديها أطفال تحت سن الثامنة عشر تعيش معهم، وبلغت نسبة الأزواج القاطنين مع بعضهم البعض 65.7% من أصل المجموع الكلي للأسر، ونسبة 8.1% من الأسر كان لديها معيلات من الإناث دون وجود شريك، وكانت نسبة 24.7% من غير العائلات. تألفت نسبة 21.7% من أصل جميع الأسر من أفراد ونسبة 7.6% كانوا يعيش معهم شخص وحيد يبلغ من العمر 65 عاماً فما فوق. وبلغ متوسط حجم الأسرة المعيشية 2.89، أما متوسط حجم العائلات فبلغ 2.46.
بلغ العمر الوسطي للسكان 37 عاماً. وكانت نسبة 25.8% من القاطنين تحت سن الثامنة عشر، وكانت نسبة 7.2% بين الثامنة عشر والأربعة وعشرون عاماً، ونسبة 30.1% كانت واقعةً في الفئة العمرية ما بين الخامسة والعشرون حتى والأربعة وأربعون عاماً، ونسبة 21.5% كانت ما بين الخامسة والأربعون حتى الرابعة والستون، ونسبة 15.4% كانت ضمن فئة الخامسة والستون عاماً فما فوق. يوجد لكل 100 أنثى 105.9 ذكر، ويوجد لكل 100 أنثى في الثامنة عشر من عمرها فما فوق 96.7 ذكر.
بلغ متوسط دخل الأسرة في القرية 40,694 دولار، أما متوسط دخل العائلة فبلغ 47,000 دولار. وكان متوسط دخل الذكور 31,583 دولار مقابل 23,000 دولار للإناث. وسجل دخل الفرد الخاص بالقرية 17,053 دولار. وكانت نسبة 2.7% من العائلات ونسبة 4.3% من السكان تحت خط الفقر، وكان من هؤلاء نسبة 3.6% تحت سن الثامنة عشر ونسبة 5.8% في الخامسة والستين من العمر وما فوق.

### تعداد عام 2010
بلغ عدد سكان كورتلاند 7,104 نسمة بحسب تعداد عام 2010، وبلغ عدد الأسر 3,010 أسرة وعدد العائلات 2,032 عائلة مقيمة في المدينة. في حين سجلت الكثافة السكانية 1,671.5 نسمة لكل ميل مربع (645.4/كم2). وبلغ عدد الوحدات السكنية 3,211 وحدة بمتوسط كثافة قدره 755.5 لكل ميل مربع (291.7/كم2).
وتوزع التركيب العرقي للمدينة بنسبة 97.0% من البيض و 0.2% من الأمريكيين الأصليين و 0.5% من الأمريكيين ذوي الأصول الآسيوية و 1.2% من الأمريكيين الأفارقة و 0.9% من عرقين مختلطين أو أكثر.
بلغ عدد الأسر 3,010 أسرة كانت نسبة 29.2% منها لديها أطفال تحت سن الثامنة عشر تعيش معهم، وبلغت نسبة الأزواج القاطنين مع بعضهم البعض 54.3% من أصل المجموع الكلي للأسر، ونسبة 9.6% من الأسر كان لديها معيلات من الإناث دون وجود شريك، بينما كانت نسبة 3.7% من الأسر لديها معيلون من الذكور دون وجود شريكة وكانت نسبة 32.5% من غير العائلات. تألفت نسبة 28.6% من أصل جميع الأسر من أفراد ونسبة 14.4% كانوا يعيش معهم شخص وحيد يبلغ من العمر 65 عاماً فما فوق. وبلغ متوسط حجم الأسرة المعيشية 2.86، أما متوسط حجم العائلات فبلغ 2.33.
بلغ العمر الوسطي للسكان 44.4 عاماً. وكانت نسبة 22% من القاطنين تحت سن الثامنة عشر، وكانت نسبة 6.4% بين الثامنة عشر والأربعة وعشرون عاماً، ونسبة 22.3% كانت واقعةً في الفئة العمرية ما بين الخامسة والعشرون حتى والأربعة وأربعون عاماً، ونسبة 30.7% كانت ما بين الخامسة والأربعون حتى الرابعة والستون، ونسبة 18.6% كانت ضمن فئة الخامسة والستون عاماً فما فوق. وتوزع التركيب الجنسي للسكان بنسبة 47.0% ذكور و53.0% إناث.